# 廟崗窯址
廟崗窯址位於重慶市南岸區黃桷埡街道，文物遺址年代為宋-明，2009年12月15日列為第二批重慶市文物保護單位。